# If you ever come to Amsterdam
If you ever come to Amsterdam is een lied van Pussycat die het in 1977 op een single plaatsten en in 1978 op hun album Wet day in September. Op de B-kant van de single staat het nummer You must have been a beautiful baby. De single werd geproduceerd door Eddy Hilberts en het arrangement kwam van Paul Natte. De single kwam alleen in de Nederlandse en Belgische hitlijsten terecht.
De zangeres zingt over een zomerliefde die ze een avond lang heeft leren kennen en bij wie ze graag langer was gebleven. Ze vertelt hem dat wanneer hij een keer in Amsterdam komt, zij op hem zal wachten.

## Hitnoteringen
Het nummer belandde in België niet in de Ultratop en schampte de BRT Top 30 twee maal.

### Nederland en België
| If you ever come to Amsterdam in de Nederlandse Top 40 van 10-12-1977 t/m 21-01-1978 | If you ever come to Amsterdam in de Nederlandse Top 40 van 10-12-1977 t/m 21-01-1978 | If you ever come to Amsterdam in de Nederlandse Top 40 van 10-12-1977 t/m 21-01-1978 | If you ever come to Amsterdam in de Nederlandse Top 40 van 10-12-1977 t/m 21-01-1978 | If you ever come to Amsterdam in de Nederlandse Top 40 van 10-12-1977 t/m 21-01-1978 | If you ever come to Amsterdam in de Nederlandse Top 40 van 10-12-1977 t/m 21-01-1978 | If you ever come to Amsterdam in de Nederlandse Top 40 van 10-12-1977 t/m 21-01-1978 | If you ever come to Amsterdam in de Nederlandse Top 40 van 10-12-1977 t/m 21-01-1978 | If you ever come to Amsterdam in de Nederlandse Top 40 van 10-12-1977 t/m 21-01-1978 |
| Week                                                                                 | 1                                                                                    | 2                                                                                    | 3                                                                                    | 4                                                                                    | 5                                                                                    | 6                                                                                    | 7                                                                                    |                                                                                      |
| ------------------------------------------------------------------------------------ | ------------------------------------------------------------------------------------ | ------------------------------------------------------------------------------------ | ------------------------------------------------------------------------------------ | ------------------------------------------------------------------------------------ | ------------------------------------------------------------------------------------ | ------------------------------------------------------------------------------------ | ------------------------------------------------------------------------------------ | ------------------------------------------------------------------------------------ |
| Positie                                                                              | 31                                                                                   | 22                                                                                   | 20                                                                                   | 20                                                                                   | 28                                                                                   | 28                                                                                   | 37                                                                                   | uit                                                                                  |

| If you ever come to Amsterdam in de Nationale Hitparade van 31-12-1977 t/m 14-01-1978 | If you ever come to Amsterdam in de Nationale Hitparade van 31-12-1977 t/m 14-01-1978 | If you ever come to Amsterdam in de Nationale Hitparade van 31-12-1977 t/m 14-01-1978 | If you ever come to Amsterdam in de Nationale Hitparade van 31-12-1977 t/m 14-01-1978 | If you ever come to Amsterdam in de Nationale Hitparade van 31-12-1977 t/m 14-01-1978 |
| Week                                                                                  | 1                                                                                     | 2                                                                                     | 3                                                                                     |                                                                                       |
| ------------------------------------------------------------------------------------- | ------------------------------------------------------------------------------------- | ------------------------------------------------------------------------------------- | ------------------------------------------------------------------------------------- | ------------------------------------------------------------------------------------- |
| Positie                                                                               | 29                                                                                    | 21                                                                                    | 27                                                                                    | uit                                                                                   |

| If you ever come to Amsterdam in de Vlaamse BRT Top 30 van 28-01-1978 t/m 04-02-1978 | If you ever come to Amsterdam in de Vlaamse BRT Top 30 van 28-01-1978 t/m 04-02-1978 | If you ever come to Amsterdam in de Vlaamse BRT Top 30 van 28-01-1978 t/m 04-02-1978 | If you ever come to Amsterdam in de Vlaamse BRT Top 30 van 28-01-1978 t/m 04-02-1978 | If you ever come to Amsterdam in de Vlaamse BRT Top 30 van 28-01-1978 t/m 04-02-1978 |
| Week                                                                                 | 1                                                                                    |                                                                                      | 2                                                                                    |                                                                                      |
| ------------------------------------------------------------------------------------ | ------------------------------------------------------------------------------------ | ------------------------------------------------------------------------------------ | ------------------------------------------------------------------------------------ | ------------------------------------------------------------------------------------ |
| Positie:                                                                             | 28                                                                                   | uit                                                                                  | 30                                                                                   | uit                                                                                  |